# Patrizio Sala
Patrizio Sala (Bellusco, 16 de junho de 1955) é um ex-futebolista profissional italiano que atuava como meio-campo.

## Carreira
Patrizio Sala representou a Seleção Italiana de Futebol, na Copa do Mundo de 1978, atuando em uma partida.